# Mondial de l'automobile de Paris 2010
L’édition 2010 du Mondial de l’automobile de Paris est un salon international de l’automobile qui s'est tenu du 2 octobre au 17 octobre 2010 au Parc des expositions de la porte de Versailles, à Paris ; deux journées presses, destinées exclusivement aux journalistes, se sont tenues elles les 30 septembre et 1er octobre 2010.
Premier salon international de l’automobile quant à la fréquentation, cette 80e édition du Mondial de l’Automobile accueille pour l’année 2010 plus d’une centaine de nouveautés présentées par près de 500 exposants en tout genre : constructeurs, équipementiers, etc. Quelques constructeurs importants tels qu’Aston Martin ou Subaru seront néanmoins absents de cette édition.
Comme à chaque édition, une exposition spéciale est organisée dans l’un des halls du salon ; dénommée l’« Incroyable Collection », cette collection rassemble des automobiles de collections et de musées des constructeurs automobiles du monde entier.
L'édition 2010 a accueilli 1,26 million de personnes.

## Listes des automobiles en « premières mondiales »

### Concept cars

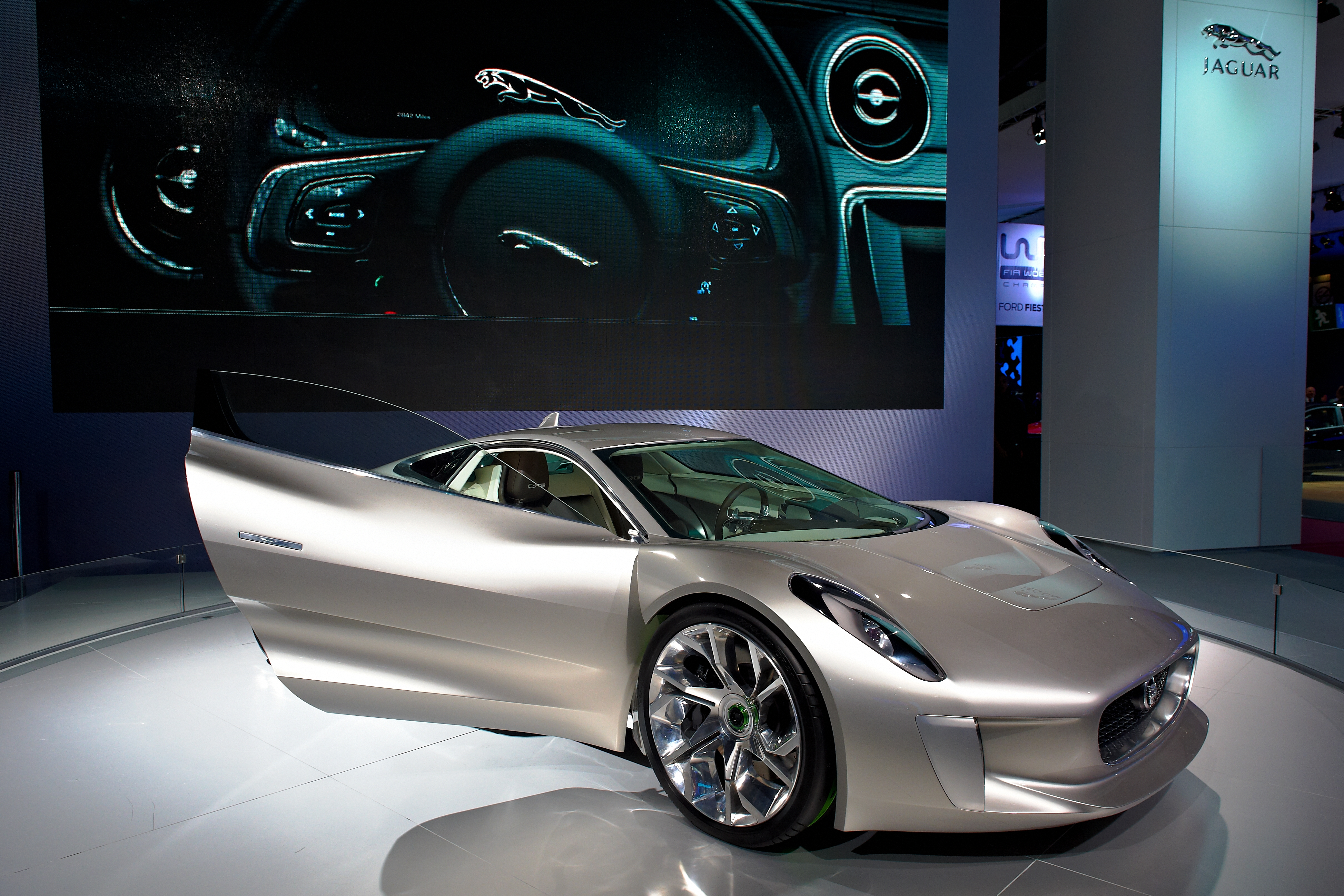
Le concept car Jaguar C-X75 célébrant les 75 ans de la marque.

- Audi Quattro Concept
- BMW Série 6 Coupé Concept
- Chevrolet Cruze 5 portes Concept
- Citroën Lacoste
- Jaguar C-X75 Concept
- Kia Concept POP
- Lamborghini Sesto Elemento
- Lotus Elan
- Lotus Elise (2015)
- Lotus Elite
- Lotus Esprit
- Lotus Eterne
- Mazda Shinari
- Nissan Townpod
- Opel GTC Paris
- Peugeot EX1
- Peugeot HR1
- Renault DeZir
- Seat IBe
- Venturi America

### Automobiles de série

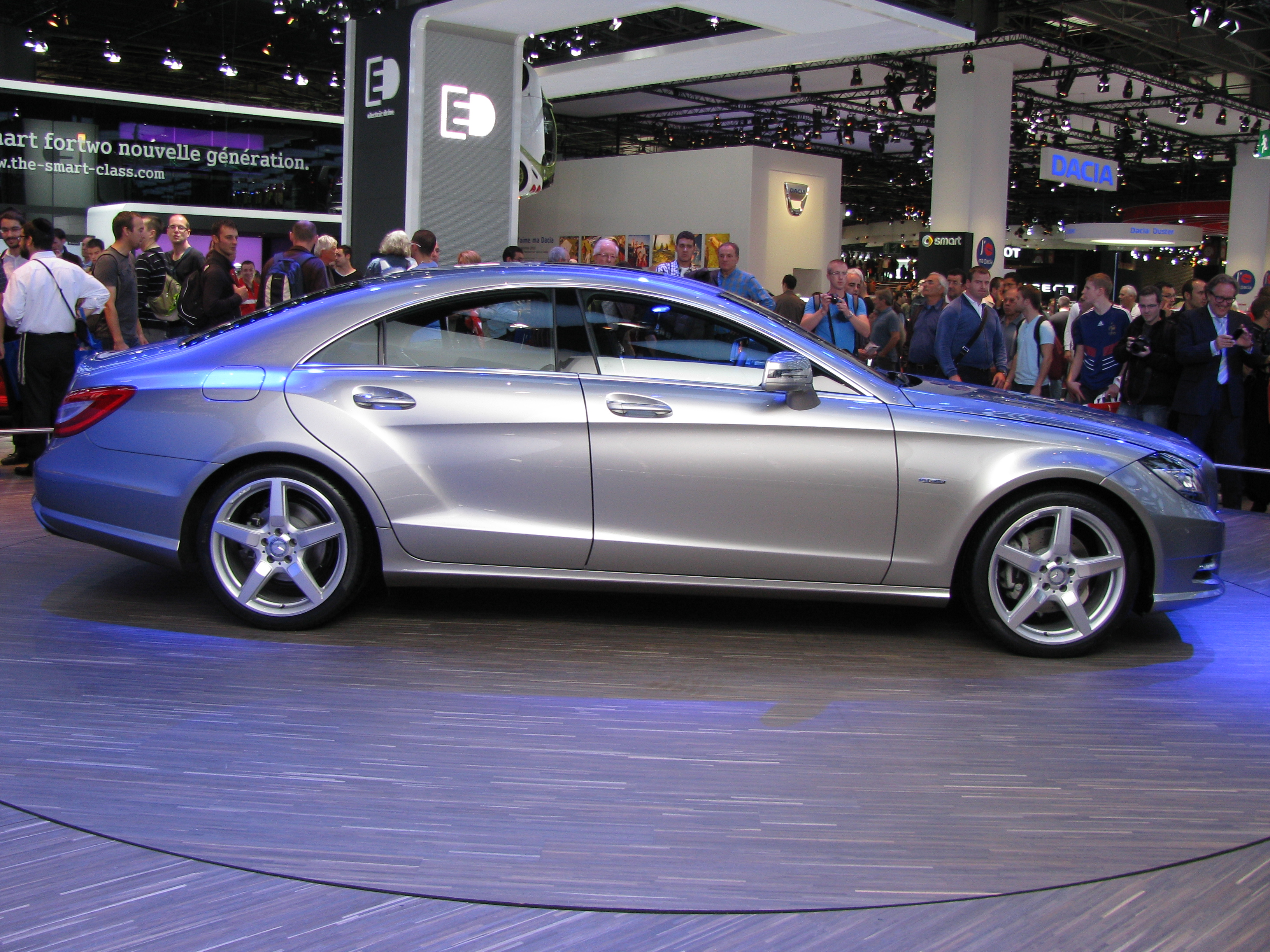
Mercedes-Benz CLS II 2011

- Audi A7 Sportback
- Audi R8 GT
- Audi R8 V8 Spyder
- Nouvelle Bentley Continental GT
- BMW X3 II
- Chevrolet Aveo restylée
- Chevrolet Captiva restylée
- Chevrolet Cruze 5 Portes
- Chevrolet Orlando
- Citroën C4 II
- Citroën DS4
- Ford C-Max II et Grand C-Max
- Ford Focus III (ST et Break)
- Honda Jazz Hybrid
- Hyundai i10 restylée
- Hyundai ix20
- Jeep Grand Cherokee
- Land Rover Range Rover Evoque
- Lotus Evora S et IPS
- Mazda 2 restylée
- Mercedes-Benz CLS II
- Nissan X-Trail restylée
- Opel Astra ST
- Peugeot 508
- Renault Laguna restylée
- Renault Latitude
- Suzuki Swift IV
- Toyota Verso-S
- Volkswagen Passat VII
- Volvo V60